# Distretto di Kam"janka
Il distretto di Kam"janka (in ucraino Кам'янський район?, Kam"jans'kyj rajon) era un distretto dell'Ucraina, situato nell'oblast' di Čerkasy. Il suo capoluogo era Kam"janka.
È stato soppresso con la riforma amministrativa del 2020.